# Buganguzi
Buganguzi ist ein Bezirk (Ward) des Distriktes Muleba in der tansanischen Region Kagera.

## Geografie
Buganguzi liegt im Nordwesten von Tansania westlich vom Victoriasee. Die Fläche des Bezirks beträgt 27,48 Quadratkilometer, bei der Volkszählung 2022 wohnten 11.184 Menschen in 2729 Haushalten.

## Gliederung
Der Bezirk besteht aus vier Gemeinden (Mtaa) mit 19 Orten (Kitongoji):
| Katare - Katare - Nyakihanga - Nkomero - Kituntu | Bushemba - Buyumba - Buzibaibele - Nyakisingela - Bushengesha - Kyamugasha - Kagarama | Buhanga - Buhanga - Rutoma - Rushonge - Nyakakoko | Kashozi - Kyaruhila - Ilambika - Nyakalalo - Kashozi - Nyambale |

## Infrastruktur
- Gesundheit: Die Apotheke in Buganguzi bietet unter anderem folgende Dienste an: Malaria-Diagnose und -Erstbehandlung, HIV-Pflege und -Behandlung, Mutter-Kind-Pflege sowie kleine chirurgische Eingriffe.[6]